# André Bauer (Politiker)

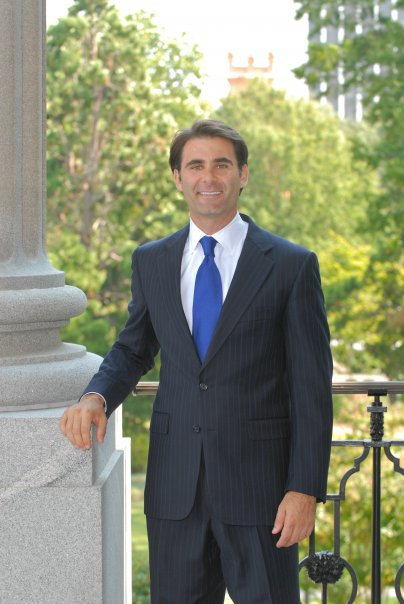
André Bauer

Rudolph Andreas „André“ Bauer (* 20. März 1969 in Charleston, South Carolina) ist ein US-amerikanischer Politiker. Zwischen 2003 und 2011 war er Vizegouverneur des Bundesstaates South Carolina.

## Werdegang
André Bauer besuchte die Irmo High School und studierte danach an der University of South Carolina. Anschließend betätigte er sich als privater Geschäftsmann. Unter anderem verkaufte er Sportwaren. Außerdem war er zeitweise in der Immobilienbranche tätig. Überdies wurde er Oberstleutnant in der Civil Air Patrol. Diesen Rang bekleidet er bis heute. Politisch schloss er sich der Republikanischen Partei an. Zwischen 1997 und 2001 saß er als Abgeordneter im Repräsentantenhaus von South Carolina und von 2001 bis 2003 gehörte er dem Staatssenat an. Dabei war er Mitglied mehrerer Ausschüsse.
Im Jahr 2002 wurde Bauer an der Seite von Mark Sanford zum Vizegouverneur von South Carolina gewählt. Dieses Amt bekleidete er nach einer Wiederwahl zwischen 2003 und 2011. Dabei war er Stellvertreter des Gouverneurs und Vorsitzender des Staatssenats. Im Vorfeld der Präsidentschaftswahl des Jahres 2008 unterstützte er den in den Vorwahlen unterlegenen Mike Huckabee. 2009 schien für Bauer die Chance zu kommen, zum Gouverneur aufzurücken, als die Möglichkeit einer Amtsenthebung von Gouverneur Mark Sanford wegen einer außerehelichen Affäre bestand. Letztlich kam es aber nicht zu einem Amtsenthebungsverfahren und Bauer blieb Vizegouverneur. Im Jahr 2010 kandidierte er erfolglos in den Gouverneursvorwahlen seiner Partei. Zwei Jahre später scheiterte er ebenfalls in den Kongressvorwahlen.
Im Januar 2010 kam er negativ in die Schlagzeilen, als er Schulkinder, die öffentliche Verpflegung erhielten, mit streunenden Tieren verglich, die nicht gefüttert werden sollten. Bauer war auch schon früher durch einige Verkehrsdelikte aufgefallen. Im Mai 2006 wurde er beim Absturz eines Kleinflugzeugs, das er selbst steuerte, verletzt.